# ニジョウサバ
ニジョウサバ（二条鯖、学名 Grammatorcynus bilineatus ）は、スズキ目・サバ科に分類される魚の一種。インド太平洋の熱帯海域に分布する。分布域に入る沖縄では「クサラー」という地方名で呼ばれている。
ニジョウサバ属 Grammatorcynus は、他にオーストラリア北部周辺の固有種 G. bicarinatus (Quoy et Gaimard,1825) が知られるのみである。

## 特徴
成魚は全長1mに達するものもいる。和名に「サバ」とある通り外見はサバ類に似るが、より大型になる。サバ科の分類ではサワラに近縁のサワラ族に分類されている。
側線が胸鰭付近で二分岐する点で他のサバ科魚類と区別でき、和名もここに由来する。これは他のサバ科魚類には見られないが、近縁のクロタチカマス科に多く見られる。分岐した側線のうち一本は体側のやや背中側を走り、もう一本は腹側に偏って尾の直前まで走っている。
紅海から日本の南西諸島、オーストラリア北部、フィジーまで、インド太平洋の熱帯海域に広く分布する。オーストラリア北部周辺海域では同属種 Shark mackerel (G. bicarinatus) と分布域が重複している。
沿岸の表層に生息し、サンゴ礁内の水路や外礁斜面周辺で大きな群れを作る。魚類、甲殻類、頭足類などを捕食する。
釣り、曳縄、刺し網、定置網などの沿岸漁業で漁獲され、焼き魚や缶詰などで食べられる。

## 参考文献

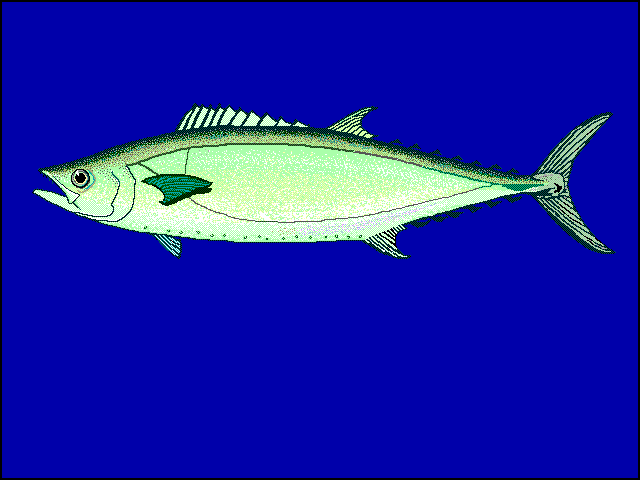
同属種 G. bicarinatus